# تصنيف رفع الأثقال البارالمبي
تصنيف رفع الأثقال البارالمبي هو نظام التقييم المصمم للاعبي رفع الأثقال لذوي الإعاقات لضمان وجود منافسة عادلة عبر مجموعة من الإعاقات. يتم تقسيم الفئات بناءً على الوزن. ويتم تنظيم تصنيف الرياضة من قبل لجنة رفع الأثقال البارالمبية الدولية، ويمكن للأشخاص ذوي الإعاقات الجسدية التنافس في هذه الرياضة.

## التعريف
تصنيف رفع الأثقال في الألعاب البارالمبية هو الأساس لتحديد من يمكنه التنافس في الرياضة، ودخوله ضمن أي فئة وزنية. الغرض من التصنيف هو السماح للرياضيين بالتنافس بشكل عادل ضد بعضهم البعض. الدخول متاح للرياضيين الذين لا يستطيعون التنافس في مسابقات الأصحاء بسبب الإعاقة البدنية في الساقين أو الوركين. يتم تصنيف الرياضيين بناءً على وزن الجسم.

## الحوكمة
يتم تنظيم تصنيف الرياضة من قبل لجنة رفع الأثقال البارالمبية الدولية. تتحمل لجنة رفع الأثقال البارالمبية مسؤولية القوانين واللوائح الخاصة بتصنيف رفع الأثقال: آخرها تم نشره في كتيب قواعد وتصنيفات رفع الأثقال البارالمبي في عام 2011. في أستراليا، تعتبر اللجنة البارالمبية الأسترالية هي الاتحاد الوطني لرفع الأثقال. في عام 1983، تم اعتماد قواعد الرياضة والموافقة على التصنيف من قبل الاتحاد الدولي لرفع الأثقال.

## الأهلية
اعتبارًا من 2012، أصبح الأشخاص ذوو الإعاقات الجسدية مؤهلين للتنافس في هذه الرياضة. يجب أن يكون لدى الرياضيين إعاقة في الوركين أو الساقين تمنعهم من التنافس في المسابقات الخاصة بالأصحاء. يشمل ذلك بتر الأطراف السفلية، الأشخاص المصابين بالشلل الدماغي أو إصابات الحبل الشوكي، وأصحاب الإعاقات الأخرى الذين يتم تصنيفهم كذوي إعاقات. يجب أن يكون لدى الرافعين ذراعان ويجب أن يكونوا قادرين على رفع الأثقال مع فقدان لا يزيد عن 20 درجة في تمديد كل من الكوعين. في عام 1983، وضعت جمعية الشلل الدماغي الدولية للرياضة والترفيه (بالإنجليزية: Cerebral Palsy International Sports and Recreation Association - CP-ISRA) قواعد الأهلية للتصنيف لهذه الرياضة. قاموا بتعريف الشلل الدماغي على أنه إصابة غير تقدمية في الدماغ تؤدي إلى إعاقة. كان الأشخاص المصابون بالشلل الدماغي أو التلف الدماغي غير التقدمي مؤهلين للتصنيف لديهم. كما تعاملت المنظمة مع تصنيف الأشخاص ذوي الإعاقات المشابهة. بالنسبة لنظام التصنيف الخاص بهم، لم يكن الأشخاص المصابون بـ الشلل النصفي مؤهلين إلا إذا كانت لديهم أدلة طبية على خلل في الحركة. وكان الأشخاص المصابون بالشلل الدماغي والصرع مؤهلين طالما أن الحالة لم تؤثر على قدرتهم على التنافس. وكان الأشخاص الذين أصيبوا بسكتات دماغية مؤهلين للتصنيف بعد الحصول على الموافقة الطبية. لم يكن المتنافسون المصابون بـ التصلب المتعدد، الضمور العضلي والتصاق المفاصل مؤهلين للتصنيف من قبل الجمعية، ولكنهم كانوا مؤهلين للتصنيف من قبل المنظمة الدولية للرياضات لذوي الإعاقة للألعاب المخصصة للأشخاص ذوي الإعاقات الأخرى.

## التاريخ
في عام 1983، كان التصنيف لمنتخبي الشلل الدماغي في هذه الرياضة يتم من قبل جمعية الشلل الدماغي الدولية للرياضة والترفيه. كان التصنيف يتم في ذلك الوقت بناءً على الوزن. بحلول أوائل التسعينات، تحول التصنيف في رفع الأثقال من النظام القائم على الطب إلى نظام التصنيف الوظيفي. بسبب المشاكل في تحديد الوظائف بشكل موضوعي التي كانت تعترض التصنيف بعد ألعاب برشلونة، كشفت اللجنة البارالمبية الدولية عن خطط لتطوير نظام تصنيف جديد في عام 2003. دخل هذا النظام حيز التنفيذ في عام 2007، وحدد عشرة أنواع من الإعاقات المؤهلة للمشاركة على المستوى البارالمبي. وكان يتطلب أن يكون التصنيف مخصصًا للرياضة، ويخدم دورين: الأول هو تحديد الأهلية للمشاركة في الرياضة، والثاني هو إنشاء مجموعات رياضية محددة من الرياضيين الذين يحق لهم المشاركة وفي أي فئة. تركت اللجنة البارالمبية الدولية للاتحادات الدولية تطوير أنظمتها الخاصة بالتنظيم ضمن هذا الإطار، مع تحديد أن أنظمة التصنيف يجب أن تعتمد على الأدلة المستخلصة من الأبحاث.

## الفئات
التصنيف لرفعات الأثقال البارالمبية يعتمد على وزن جسم الرياضيين. هذا يعني أن الرياضيين ذوي الإعاقات الجسدية المختلفة يتنافسون في نفس الفعاليات. في عام 1983، كان هناك خمس فئات من التصنيف للشلل الدماغي.

## العملية
بالنسبة للمنافسين الأستراليين في هذه الرياضة، يتم إدارة الرياضة والتصنيف من قبل اللجنة البارالمبية الأسترالية. هناك ثلاثة أنواع من التصنيف متاحة للمنافسين الأستراليين: تصنيف مؤقت، وطني، ودولي. الأول مخصص للمسابقات على مستوى الأندية، الثاني للمسابقات على مستوى الولاية والبلد، والثالث للمسابقات الدولية.

## في الألعاب البارالمبية
تم إدخال الرياضة في الألعاب البارالمبية في دورة الألعاب البارالمبية الصيفية 1964 للرجال وفي دورة الألعاب البارالمبية الصيفية 2000 للسيدات. كان الرياضيون المعتمدون على الكراسي المتحركة فقط هم المؤهلون للتنافس في دورة الألعاب البارالمبية الصيفية 1964 في طوكيو في هذه الرياضة. استمر هذا في دورة الألعاب البارالمبية الصيفية 1968 في تل أبيب. تم السماح للمنافسين ذوي تصنيفات الشلل الدماغي بالتنافس في الألعاب البارالمبية لأول مرة في دورة الألعاب البارالمبية الصيفية 1984. في دورة الألعاب البارالمبية الصيفية 1992، كانت جميع أنواع الإعاقات مؤهلة للمشاركة، مع التصنيف الذي يتم من خلال اللجنة البارالمبية الدولية وجمعية الرياضات الدولية للمكفوفين، حيث كان التصنيف يعتمد على العمى أو الوزن. في دورة الألعاب البارالمبية الصيفية 2000، تم إجراء 44 تقييمًا في الألعاب. أسفر هذا عن تغيير واحد في الفئة، والذي تم الاعتراض عليه من قبل لجنة بارالمبية وطنية وتم تأكيد التصنيف. في دورة الألعاب البارالمبية الصيفية 2016 في ريو، كان هناك سياسة عدم التصنيف في الألعاب. تم تطبيق هذه السياسة في 2014، بهدف تجنب التغييرات في اللحظات الأخيرة التي قد تؤثر سلبًا على استعدادات التدريب للرياضيين. كان يجب على جميع المتنافسين أن يكونوا قد تم تصنيفهم دوليًا وتم تأكيد حالتهم التصنيفية قبل الألعاب، مع التعامل مع الاستثناءات لهذه السياسة على أساس كل حالة على حدة. في حال كانت هناك حاجة للتصنيف أو إعادة التصنيف في الألعاب على الرغم من الجهود المبذولة لتجنب ذلك، كان من المقرر إجراء تصنيف رفع الأثقال في 7 سبتمبر في رياسينترو-الجناح 2.

## المستقبل
في المستقبل، يعمل الجسم الرئيسي للتصنيف في الرياضات لذوي الإعاقة، اللجنة البارالمبية الدولية، على تحسين التصنيف ليصبح نظامًا يعتمد على الأدلة بدلاً من النظام المعتمد على الأداء حتى لا يتم معاقبة الرياضيين المتميزين الذين يظهر أداؤهم في فئة أعلى إلى جانب منافسين يتدربون أقل.